# 飛び立てない私にあなたが翼をくれた
『飛び立てない私にあなたが翼をくれた』（とびたてないわたしにあなたがつばさをくれた）は、三枝夕夏 IN dbの11枚目のシングル。

## 概要
- 前作同様、『ウルトラマンネクサス』のエンディング・テーマに起用された。

## 収録曲
全編曲：小澤正澄
1. 飛び立てない私にあなたが翼をくれた
作詞：三枝夕夏、作曲：大野愛果
  - TBS系『ウルトラマンネクサス』2代目エンディングテーマ
  - コーラスにはdoaの大田紳一郎が参加している。
  - 前年のワンマンライブの成功を受けて、ファンへの感謝の気持ちを恋愛に例えた内容の歌詞に仕上がっている。歌詞の中に「この街に来て3年」とあるが、これは三枝が当時デビュー3年目だったことから。
  - 三枝は曲のタイトル名でもある『飛び立てない私にあなたが翼をくれた』と言うのはある意味、自分自身の事でもあると語っている。
2. 君がそばにいるだけで心は強くなれるんだ
作詞：三枝夕夏、作曲：岩井勇一郎
3. eighteen
作詞：車谷啓介、作曲：岩井勇一郎
New Cinema 蜥蜴の楽曲のカバーである。
4. 笑顔でいようよ 〜night clubbers mix〜
5. 飛び立てない私にあなたが翼をくれた 〜Instrumental〜

## 収録アルバム
飛び立てない私にあなたが翼をくれた
- U-ka saegusa IN db III
- 三枝夕夏 IN d-best 〜Smile&Tears〜
- U-ka saegusa IN db Final Best（原曲と2010年版を収録）